# سوزان هوبسون
سوزان هوبسون (بالإنجليزية: Sue Hobson) هي عداءة مراثونية أسترالية، ولدت في 13 مارس 1958 في كوينبيان في أستراليا.

## وصلات خارجية
- سوزان هوبسون على موقع الاتحاد الدولي لألعاب القوى (الإنجليزية)
- سوزان هوبسون على موقع النتائج التاريخية لألعاب القوى الأسترالية (الإنجليزية)
- سوزان هوبسون على موقع أوليمبيديا (الإنجليزية)
- سوزان هوبسون على موقع اللجنة الأولمبية الأسترالية (الإنجليزية)
- سوزان هوبسون على موقع اتحاد ألعاب الكومنولث (مؤرشف) (الإنجليزية)